# (1786) Raahe
(1786) Raahe ist ein Asteroid des Hauptgürtels, der am 9. Oktober 1948 von dem finnischen Astronomen Heikki A. Alikoski in Turku entdeckt wurde.
Der Name des Asteroiden ist von der finnischen Stadt Raahe abgeleitet.